# Everett Ellsworth Truette
Everett Ellsworth Truette (* 14. März 1861 in Rockland, Massachusetts; † 16. Dezember 1933 in Brookline, Massachusetts) war ein US-amerikanischer Organist, Komponist, Musikverleger und Autor.
Truette studierte von 1878 bis 1881 am New England Conservatory of Music in Boston und machte 1883 seinen Abschluss an der Boston University. Danach ging er für zwei Jahre nach Europa und studierte bei Carl August Haupt in Berlin, Alexandre Guilmant in Paris und William Thomas Best in Liverpool und London.
Nach Boston zurückgekehrt, wirkte er als Kirchenorganist und Orgellehrer, Komponist und Musikverleger. Zwischen 1892 und 1894 gab er das monatliche Journal The Organ heraus. Mit Arthur Elson schrieb er das Buch Woman’s work in music, das 1904 erschien (Neuauflage 1931, Reprint 1976). Das Buch Organ Registration: A comprehensive treatise on the distinctive quality of tone of organ stops … veröffentlichte er 1919 (Reprint 1981). 1920 gab er Schmidt’s Standard Organ Collection in zwei Bänden für den Gottesdienstgebrauch heraus.

## Werke
- Canon
- Chorale Prelude on The Old Hundredth
- Communion in F for the organ
- Finale
- Five Interludes
- Five Pieces
- Melody in G
- Nuptial suite
- Offertoire in F
- Suite in g minor
- Three Arabesques